# Женская сборная Казахстана по баскетболу
Женская сборная Казахстана по баскетболу — национальная баскетбольная команда, представляющая Казахстан на международной баскетбольной арене. Обеспечение подготовки сборной к международным соревнованиям является задачей Федерации баскетбола Республики Казахстан
Команда была образована в 1993 году, является официальной правопреемницей сборной Казахской ССР.

## Статистика выступлений

### Олимпийские игры
Сборная Казахстана ни разу не проходила квалификационные турниры для участия в Олимпийских играх

### Чемпионат мира
Сборная Казахстан ни разу не квалифицировалась на чемпионат мира.

### Чемпионаты Азии
- 1992 — не принимала участие
- 1994 — 6-е место
- 1995 — 6-е место
- 1997 — 7-е место
- 1999 — квалификация отменена ФИБА
- 2001 — 6-е место
- 2004 — не отобралась
- 2005 — 7-е место
- 2007 — не отобралась
- 2009 — 9-е место
- 2011 — 8-е место
- 2013 — 6-е место
- 2015 — 9-е место
- 2017 — 10-е место
- 2019 — не принимала участие
- 2021 — 12-е место

### Летние Азиатские игры
- 1994 — 5 место
- 1998 — 5 место
- 2002 — не отобралась
- 2006 — не отобралась
- 2010 — не отобралась
- 2014 — 5 место
- 2018 — 5 место

## Тренеры сборной
- Анатолий Ким (1992—1997).
- Сергей Сериков (1997—2008).
- Татьяна Кондиус (с февраля 2008).

## Состав
| Перейти к шаблону «Состав сборной Казахстана по баскетболу» | Состав сборной Казахстана по баскетболу |  |

| Поз. | №  | Имя                    | Дата рождения (возраст)   | Рост   | Клуб         |
| ---- | -- | ---------------------- | ------------------------- | ------ | ------------ |
| РЗ   | 2  | Эльмира Абикеева       | 11 апреля 1997 (28 лет)   | 168 см | Иртыш-ПНХЗ   |
| ТФ   | 3  | Залина Куразова        | 28 января 1985 (40 лет)   | 185 см | Тигры Астаны |
| РЗ   | 4  | Айгерим Алданышева     | 30 ноября 1993 (31 год)   | 165 см | Окжетпес     |
| АЗ   | 6  | Александра Ковалевская | 8 апреля 1997 (28 лет)    | 172 см | Тигры Астаны |
| АЗ   | 7  | Тамара Ягодкина        | 10 января 1990 (35 лет)   | 170 см | Тигры Астаны |
| АЗ   | 8  | Мария Астапенко        | 28 мая 1989 (36 лет)      | 177 см | Тигры Астаны |
| АЗ   | 10 | Ольга Колесникова      | 2 февраля 1992 (33 года)  | 170 см | Окжетпес     |
| ЛФ   | 11 | Оксана Иванова         | 19 апреля 1990 (35 лет)   | 188 см | Тигры Астаны |
| ЛФ   | 12 | Анастасия Бегун        | 22 декабря 1995 (29 лет)  | 181 см | Тигры Астаны |
| Ц    | 13 | Анна Винокурова        | 18 декабря 1992 (32 года) | 191 см | Тигры Астаны |
| ЛФ   | 14 | Оксана Осипенко        | 4 января 1985 (40 лет)    | 186 см | Тигры Астаны |
| Ц    | 15 | Надежда Кондракова     | 4 августа 1989 (35 лет)   | 192 см | Тигры Астаны |